# Computer Dealer's Exhibition
COMDEX (Computer Dealer's Exhibition) désigne un salon informatique qui s'est tenu, chaque année au mois de novembre, de 1979 à 2003 à Las Vegas, Nevada.
C'était l'une des plus grandes expositions consacrées à l'informatique dans le monde après le CeBIT.
Le premier COMDEX s'est tenu en 1979 au MGM Grand à Las Vegas avec 167 exposants et 3904 visiteurs. Sheldon Adelson en est le créateur.
En 1981, le premier COMDEX/Spring s'est tenu à New York.
D'autres salons COMDEX, de plus ou moindre importance, se sont tenus dans d'autres villes, par exemple à Bâle en Suisse, à Montréal et Vancouver au Canada, Chicago et Atlanta aux États-Unis,.